# Marry Me (альбом)
Marry Me — дебютний студійний альбом американської музикантки St. Vincent. Він був випущений 10 липня 2007 року в США та 3 вересня 2007 року у Великій Британії на лейблі Beggars Banquet Records. Альбом названо на честь жарту з телевізійного шоу Уповільнений розвиток. Станом на 2009 рік альбом був проданий тиражем приблизно 30 000 копій.

## Передумови
St. Vincent почала працювати над Marry Me ще до того, як приєдналася до The Polyphonic Spree, і закінчила його під час гастролей з гуртом. Суф'ян Стівенс почув альбом і попросив St. Vincent бути в його групі і виступати на розігріві; після концерту в Лондоні на розігріві у Стівенса, лейбл Beggars Banquet Records запропонував St. Vincent контракт на запис і випустив платівку.
Більшість треків альбому вона записала у своїй спальні в Техасі. Половина платівки складається з матеріалу, який не був зіграний наживо до початку запису альбому.

## Відгуки критиків
На сайті Metacritic, який присвоює нормалізований рейтинг зі 100 рецензіям з мейнстрімних видань, альбом отримав рейтинг 78 на основі 20 рецензій, що означає «загалом сприятливі відгуки». Критики часто хвалили амбітне оркестрове оформлення альбому, в той час як інші вважали його перевантаженим.
Давши альбому оцінку 8.0 з 10, Pitchfork порівняв альбом з роботами легенд артроку Девіда Бові та Кейт Буш і похвалив її унікальний бренд звукових експериментів, не зважаючи на те, що альбом «йде більш складним шляхом перекручування вже перекручених структур і незвичайного інструментарію, щоб змусити їх звучати абсолютно природно і, що найголовніше, легко слухатися, коли вона накладає своє захоплююче sui generis бачення на яскраве життя». Маріса Браун з AllMusic, високо оцінюючи включення в альбом розрізнених елементів, назвала його «одним з найкращих інді-поп альбомів, що з'явилися за довгий час». Порівнюючи «хист до грандіозних оркеструвань» Енні Кларк з колишнім колегою по групі Суф'яном Стівенсом, Владімір Вормвуд з PopMatters зазначив, що Енні Кларк «більш неспокійно ставиться до цього, ніж Суф'ян. Її лірика більш непрозора і зловісна, а також суперечить викривленому почуттю гумору».
У ретроспективній оцінці альбому до його 10-ї річниці Маргарет Фаррелл зі Stereogum високо оцінила його здатність ставити під сумнів кохання та шлюб як соціальний інститут. Вона зробила висновок, що «Marry Me зробив очевидним, що [Кларк] матиме процвітаючу кар'єру, відкриваючи слухачам нові точки зору і хитромудрі звукові пейзажі». Аналогічно, Джо Марвіллі з Spectrum Culture вважав, що Marry Me віщує визнання наступних релізів Кларк, стверджуючи, що «її дебют може не мати такого ж впливу чи згуртованості, як пізніші альбоми, але він є чудовим прикладом того, як артист, що тільки-но розпочинає, поводиться з упевненістю, яка заведе його далеко». Альбом посів 25 місце в ретроспективі «50 найкращих альбомів 2007 року» журналу Consequence of Sound, а Ліор Філліпс описав альбом як «грайливий» і зазначив, що «талант [Кларк] до викривлення та підриву, як музично, так і лірично, був очевидним навіть на цьому першому записі».

## Трек-лист
Всі пісні написані Енні Кларк, окрім зазначених.
| Marry Me – Standard edition | Marry Me – Standard edition                  | Marry Me – Standard edition |
| #                           | Назва                                        | Тривалість                  |
| --------------------------- | -------------------------------------------- | --------------------------- |
| 1.                          | «Now, Now»                                   | 4:25                        |
| 2.                          | «Jesus Saves, I Spend»                       | 3:56                        |
| 3.                          | «Your Lips Are Red» (Кларк, Деніел Гарт)     | 4:41                        |
| 4.                          | «Marry Me»                                   | 4:41                        |
| 5.                          | «Paris is Burning»                           | 4:20                        |
| 6.                          | «All My Stars Aligned»                       | 3:47                        |
| 7.                          | «The Apocalypse Song»                        | 3:47                        |
| 8.                          | «We Put a Pearl in the Ground» (Майк Гарсон) | 1:10                        |
| 9.                          | «Landmines»                                  | 5:07                        |
| 10.                         | «Human Racing»                               | 3:48                        |
| 11.                         | «What Me Worry?»                             | 3:56                        |
| 43:38                       |                                              |                             |

| Marry Me – Japanese edition | Marry Me – Japanese edition  | Marry Me – Japanese edition |
| #                           | Назва                        | Тривалість                  |
| --------------------------- | ---------------------------- | --------------------------- |
| 12.                         | «These Days» (Джексон Браун) | 3:19                        |
| 46:57                       |                              |                             |

## Персоналії
Музиканти
- Енні Кларк – вокал, гітари, бас, піаніно, орган, Moog, синтезатори, мелодика, ксилофон, вібрафон, цимбали, програмування барабанів, трикутник, перкусія
- Деніел Гарт – скрипка
- Рік Нельсон – скрипка, альт, віолончель, контрабас
- Натан Блейз – віолончель
- Гізер Макінтош – віолончель
- Лорен Росс – флейта, кларнет, фагот, труба, валторна
- Луї Шадврон – валторна
- Майк Гарсон – рояль
- Меррілі Челлісс – хор
- Джессіка Ґрант – хор
- Андреа Паскаль – хор
- Лестер Нубі – вібрафон
- Деніел Феріс – хор, синтезатор, перкусія
- Марк Пірро – бас (трек 1)
- Ел Карлсон – саунд-дизайн (трек 9)
- Ейнслі Павелл – програмування барабанів (трек 9)
- Браян Тіслі – барабани, перкусія

Продакшн
- Енні Кларк – продюсування, звукорежисер, зведення
- Браян Тіслі – продюсування, асистент звукорежисера
- Деніел Феріс – продюсування, звукорежисер, зведення
- Майк Гарсон – додатковий звукорежисер
- Джефф Галберт – додатковий звукорежисер
- Ел Карлсон – додатковий звукорежисер
- Джон Ґолден – mastering
- Тод Сілі – фото обкладинки
- Мері Меннінґ – стилізація обкладинки
- Ганні Ель Хатіб – дизайн та верстка

## Чарти
| Чарт (2007)                            | Пікова позиція |
| -------------------------------------- | -------------- |
| США Top Heatseekers Albums (Billboard) | 32             |